# Trentino Volley
Trentino Volley er en italiensk volleybalklub fra Trento. Klubben er grundlagt i 23. maj 2000 og førsteholdet for herrer spiller i den højeste italienske række (Serie A1). Klubben har vundet CEV Champions League 3 gange og Verdensmesterskabet for klubhold 4 gange.

## Titler
- Italiensk mester: 2007/2008, 2010/2011, 2012/2013, 2014/2015
- Pokalmester: 2009/2010, 2011/2012, 2012/2013
- Italienske Super Cup: 2011, 2013
- CEV Champions League: 2008/2009, 2009/2010, 2010/2011
- Verdensmesterskabet for klubhold: 2009, 2010, 2011, 2012